# Cagliostro
Conde Alessandro di Cagliostro (Palermo, Sicilia, 2 de junio de 1743-26 de agosto de 1795) cuyo verdadero nombre fue Giuseppe Balsamo, hijo de una pobre familia de Palermo, cuyo padre falleció muy joven, quedando la familia a cargo de un tío, Marco, que trabajaba en las oficinas de correo de la ciudad. Se inició en una escuela católica, pero sus dotes para el fraude y el engaño hicieron que fuera expulsado. Así fue como cometía tropelías, siendo miembro de diferentes bandas mafiosas, a las cuales supo aprovechar con su innegable dote de estafador. Posteriormente, luego de engañar a un banquero, se escapa a Medina, con bastante dinero robado al aurífero, donde conoce a Althotas, quien lo introduce en la mística oriental y es con este, que poseía un método de refinar el lino, hasta casi hacerlo parecer seda. Así amasó una fortuna y luego aparece en Europa.
Con sus dotes actorales y avieso en el arte del engaño también fue alquimista, ocultista, Rosacruz y alto masón siciliano que recorrió las cortes europeas del siglo XVIII.
Cagliostro afirmaba haber nacido en una familia cristiana de noble cuna, pero ser abandonado al poco de nacer en la isla de Malta. También aseguraba que siendo niño viajó a Medina, La Meca y El Cairo, y al regresar a Malta, ser iniciado en la Soberana Orden Militar de Malta, donde estudió alquimia, la Kabala y magia. Fundó el Rito Egipcio de la Francmasonería en La Haya, donde al igual de lo que sigue ocurriendo en las logias masónicas de San Juan en la actualidad, se iniciaba a hombres y mujeres en la misma logia y tuvo influencia en la fundación del Rito Masónico de Misraim.

## Vida y viajes

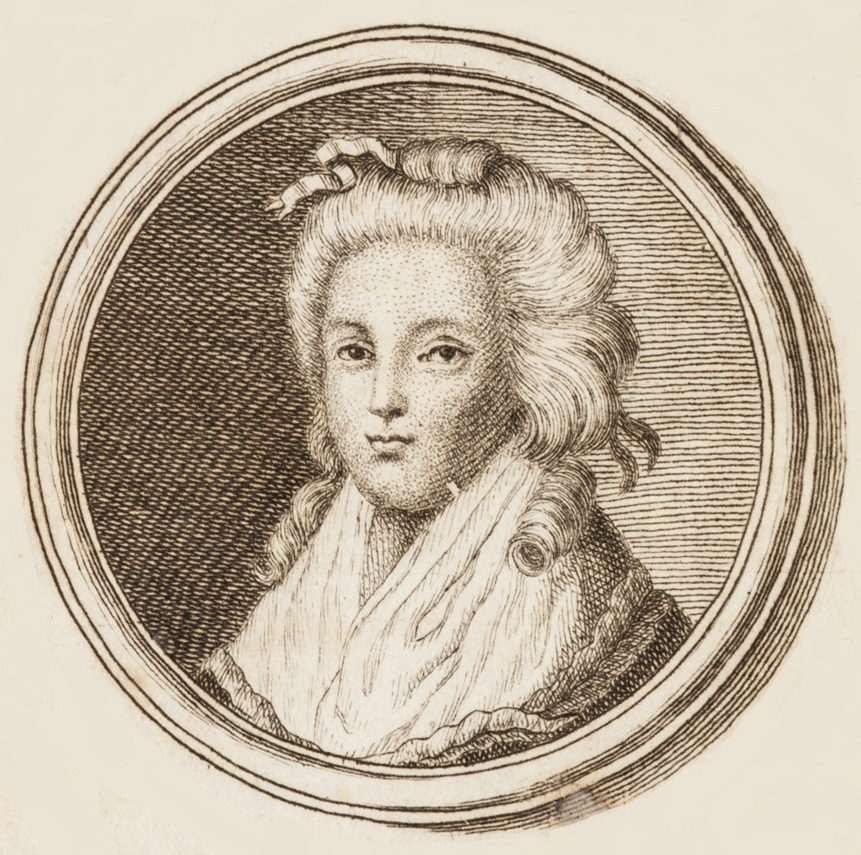
Lorenza Feliciani, esposa de Cagliostro

Cagliostro fue bien conocido en Nápoles y más tarde en Roma, donde conoció y desposó a Lorenza Feliciani. Viajaron juntos a Londres, donde fue iniciado en la francmasonería el 12 de abril de 1777. Adoptó como símbolo secreto el Ouroboros (la serpiente que se muerde la cola). Al cabo de poco tiempo fundó el Rito Egipcio de la Francomasonería en La Haya.
Viajó por Rusia, Alemania y Francia, extendiendo el campo de influencia del Rito Egipcio y presentándose como un "curandero magnético" de gran poder. Su fama creció de tal forma que fue incluso recomendado a Benjamin Franklin durante una estancia en París.
Fue un extraordinario falsificador. En su autobiografía, Casanova relata el encuentro con Cagliostro, que fue capaz de falsificar una carta suya, a pesar de ser incapaz de entenderla.

### El episodio del collar de diamantes
Fue perseguido a causa del Asunto del collar, que involucró a Luis XVI de Francia y a María Antonieta, y fue encarcelado en Francia acusado de fraude. Estuvo en La Bastilla durante nueve meses, y finalmente fue absuelto cuando no pudo demostrarse su conexión con el caso. Sin embargo, se le pidió que abandonara Francia, y viajó a Inglaterra. Una vez allá, Theveneau de Morande acusó a Cagliostro de ser Giuseppe Balsamo, lo que refutó en su Open letter to the English People (Carta abierta al pueblo inglés), obligando a Morande a disculparse y a retractarse de sus palabras.

### Traición y muerte
Cagliostro visitó Roma, donde conoció a dos personas que resultaron ser espías de la Inquisición. Algunos dicen que fue su propia esposa quien inicialmente lo había denunciado ante ellos. Fue arrestado el 27 de diciembre de 1789 y encerrado en el Castillo de Sant'Angelo. Pronto fue sentenciado a muerte por el cargo de ser masón. El papa cambió la sentencia por la de prisión perpetua en ese mismo castillo. Después de un intento de huida fue vuelto a encarcelar, esta vez en el Fuerte de San Leo, donde murió al poco tiempo.

## En la ficción
- El popular juego japonés de dispositivos móviles GranBlue Fantasy posee una unidad inspirada en Cagliostro
- Alejandro Dumas usó a Cagliostro en varias novelas, la principal de ellas la saga de Memorias de un médico (José Bálsamo).
- El cómic The Phantom incluía a Cagliostro como un personaje en la historia "El misterio de Cagliostro" de 1988, escrita por Norman Worker y dibujada por Carlos Cruz.
- El anime Senki Zesshou Symphogear AXZ muestra la reencarnación de Cagliostro en una mujer de figura perfecta, alquimista en la secta de los Iluminados de Baviera, interpretada por el actor de voz japonés Aoi Shouta
- En el universo de DC Comics, Cagliostro es descrito como un inmortal (Anuario JLA n.º 2), un descendiente de Leonardo da Vinci, así como un ancestro de Zatara y Zatanna (Orígenes Secretos n.º 27)
- En la serie de cómics Spawn, una entidad mística conocida como Cogliostro es el mentor de Al Simmons.
- Un moderno Conde Cagliostro es el antagonista del antihéroe Lupin III en el anime El castillo de Cagliostro.
- Maurice Leblanc, en su novela "La Cagliostro se venga".
- En el anime Le chevalier d'eon, se le presenta junto a su esposa Lorenza Feliciani como un personaje defraudado por la corte en el reinado de Luis XV. Y su esposa es una poetisa.
- Aparece en un reciente arco argumental del webcómic Belphegor, escrito por Declan O'Connell.
- Christopher Walken tiene el papel de Cagliostro en la película El misterio del collar (2001).
- Cagliostro es un personaje en la saga de Robert Anton Wilson, Trilogía The Illuminatus (1984, 1985, 1991).
- Cagliostro es mencionado con frecuencia en la novela El péndulo de Foucault, de Umberto Eco.
- Orson Welles interpretó a Cagliostro en la película Black Magic, de 1949.
- Cagliostro es mencionado en la novela El cementerio de Praga, de Umberto Eco.
- Cagliostro es el personaje de la comedia teatral El gran copto, de Johann Wolfgang von Goethe.
- En la película de Marvel Comics Dr Strange (2016), se hace referencia en reiteradas oportunidades a los libros de Cagliostro y se los muestra como una antigua enciclopedia que contiene los hechizos más poderosos de la humanidad.
- También en las historietas Marvel Premiere 12-13-14.

- En la película La maldición de Frankenstein, de Jesús Franco, es el villano venido del más allá que quiere aparear a Frankenstein con una equivalente femenina creada por él para ahijar así un nuevo ser "superior". Tiene a su servicio a una mujer mitad humana y mitad ave de presa, y a una secta de muertos vivientes.
- En el videojuego Steelrising (2021), Cagliostro es el antagonista principal que manipula a Luis XVI para construir un ejército de autómatas.

## Cinematografía
- Vicente Huidobro, "Cagliostro", guion cinematográfico, 1923.